# Tiro con l'arco alla XXVI Universiade
Le gare di tiro con l'arco alla XXVI Universiade si sono svolte dal 14 al 18 agosto 2011 presso i campi di calcio di Shenwanyi Road a Shenzen.

## Podi

### Uomini
| Evento                    | Oro                                                       | Argento                                                             | Bronzo                                                    |
| Arco olimpico individuale | Im Dong-Hyun                                              | Kim Woo-Jin                                                         | Kim Bubmin                                                |
| Arco compound individuale | Aleksandr Dambaev                                         | Choi Yong-Hee                                                       | Sebastien Brasseur                                        |
| Arco olimpico a squadre   | Cina Chang Liang Liu Zhaowu Ren Jinke                     | Giappone Shohei Ota Hiroki Suetake Hiroyuki Hoshinaga               | Francia Thomas Aubert Geoffrey Barthelot Thomas Faucheron |
| Arco compound a squadre   | Francia Sebastien Brasseur Joanna Chesse Pascale Lebecque | Messico Gerardo Alvarado Ángel Ramírez Cuauhtémoc Alfredo Rodríguez | Stati Uniti Adam Gallant Zachary Plannick Adam Wruck      |

### Donne
| Evento                    | Oro                                                 | Argento                                                    | Bronzo                                               |
| Arco olimpico individuale | Ki Bo-bae                                           | Jung Da-Somi                                               | Cho Peichin                                          |
| Arco compound individuale | Polina Nikitina                                     | Kendal Nicely                                              | Viktoria Balžanova                                   |
| Arco olimpico a squadre   | Corea del Sud Han Gyeong-Hee Jung Da-Somi Ki Bo-bae | Ucraina Tetjana Dorochova Olena Kušniruk Nina Mylčenko     | Taipei Cinese Cho Peichin Le Chieh-Ying Yuan Shu-Chi |
| Arco compound a squadre   | Corea del Sud Kim Hyo-Sun Seo Jung-Hee Seok Ji-Hyun | Russia Natal'ja Adveeva Viktoria Balžanova Polina Nikitina | India Gagandeep Kaur Anjali Kumari Sunita Rani       |

### Misti
| Evento        | Oro                                   | Argento                                    | Bronzo                                     |
| Arco olimpico | Corea del Sud Ki Bo-bae Kim Bubmin    | Taipei Cinese Tien Kang Yuan Shu-Chi       | Ucraina Dmytro Hračov Nina Mylčenko        |
| Arco compound | Corea del Sud Min Lihong Seo Jung-Hee | Stati Uniti Kendal Nicely Zachary Plannick | Italia Anastasia Anastasio Jacopo Polidori |

## Medagliere
| Posizione | Paese         |    |    |    | Totale |
| --------- | ------------- | -- | -- | -- | ------ |
| 1         | Corea del Sud | 6  | 3  | 1  | 10     |
| 2         | Russia        | 2  | 1  | 1  | 4      |
| 3         | Francia       | 1  | 0  | 2  | 3      |
| 4         | Cina          | 1  | 0  | 0  | 1      |
| 5         | Stati Uniti   | 0  | 2  | 1  | 3      |
| 6         | Taipei Cinese | 0  | 1  | 2  | 3      |
| 7         | Ucraina       | 0  | 1  | 1  | 2      |
| 8         | Giappone      | 0  | 1  | 0  | 1      |
| 8         | Messico       | 0  | 1  | 0  | 1      |
| 10        | India         | 0  | 0  | 1  | 1      |
| 10        | Italia        | 0  | 0  | 1  | 1      |
| Totale    | Totale        | 10 | 10 | 10 | 30     |